# Lazurczyk
Lazurczyk, muchodławka niebieska (Eutrichomyias rowleyi) – gatunek małego ptaka z rodziny satynek (Lamproliidae). Jest endemitem indonezyjskiej wyspy Sangihe, położonej na północ od Celebesu. Jest krytycznie zagrożony – większość lasów z jego zasięgu została wycięta. Jego zasięg występowania to około 16 km², choć obszar w rzeczywistości przez niego zajmowany jest jeszcze mniejszy, gdyż powierzchnia dogodnych dla tego gatunku siedlisk nie przekracza 10 km².
Systematyka
Jedyny przedstawiciel rodzaju Eutrichomyias, wcześniej umieszczany w rodzinie monarek (Monarchidae). Monotypowy.
Nazwa naukowa upamiętnia brytyjskiego ornitologa i podróżnika G.D. Rowleya.
Morfologia
Nie występuje dymorfizm płciowy. Mierzy 18 cm i osiąga masę 15 g. Jest cały niebieski, z jaśniejszą obrączką oczną i spodem ciała łącznie z gardłem. Dziób niebieskawoczarny.
Ekologia i zachowanie
Zasiedla górskie, wilgotne lasy równikowe. Żywi się głównie owadami i innymi małymi bezkręgowcami. Wszystkie odnalezione gniazda umieszczone były bezpośrednio nad płynącą wodą.
Status
IUCN uznaje lazurczyka za gatunek krytycznie zagrożony (CR – Critically Endangered) nieprzerwanie od 1994 roku. Do niedawna część badaczy sądziła, że prawdopodobnie wymarł, bo nie widziano go od roku 1873, czyli od momentu pozyskania holotypu. Jedno niepotwierdzone stwierdzenie pochodziło z 1978 roku. Jednakże w okresie od października do grudnia 1998 roku specjalna ekspedycja wykryła łącznie co najmniej 19 osobników w głębokich, zalesionych dolinach na zboczach wygasłego wulkanu Sahendaruman w południowej części wyspy. Obecnie (2016) populacja lazurczyka jest szacowana na 34–150 osobników. Ale wycinanie lasów, w których gatunek ten ma swoje siedliska, dalej zagraża jego populacji.